# Cephalostachyum capitatum
Cephalostachyum capitatum är en gräsart som beskrevs av William Munro. Cephalostachyum capitatum ingår i släktet Cephalostachyum och familjen gräs. Inga underarter finns listade i Catalogue of Life.